# 2e SS-Panzerkorps
Pour les articles homonymes, voir 2e corps d'armée.
Durant la Seconde Guerre mondiale, le 2e SS-Panzerkorps est l'un des regroupements d'unités de l'Allemagne nazie. Il eut seulement deux commandants successifs, le SS-Obergruppenführer Paul Hausser qui créa ce groupe et le commanda sur le front est et le SS-Obergruppenführer Wilhelm Bittrich pendant la bataille de Normandie.
Parmi les unités qui composent à un moment ou un autre ce corps d'armée, on peut citer :
- la 1re SS-Panzerdivision Leibstandarte Adolf Hitler
- la 2e SS-Panzergrenadierdivision Das Reich
- la 3e SS-Panzergrenadierdivision Totenkopf
- la 9e SS-Panzerdivision Hohenstaufen
- la 10e SS-Panzerdivision Frundsberg
- la 271e Volksgrenadierdivision
- la 272e Volksgrenadierdivision

## Formation - Kharkov
Le « SS-Panzer-Generalkommando », à l'origine du 2e SS-Panzerkorps, a été créé à partir de la 2e SS Panzerdivision Das Reich et de la 9e SS Panzerdivision Hohenstaufen en juillet 1942 à Bergen, aux Pays-Bas. La formation de ce corps a servi d’ébauche, en prévision de la réorganisation et de la restructuration des divisions de la Waffen SS de la région de Toulon, France. Au début du mois de février 1943, le corps doit rejoindre le Groupe d'armées Sud du Generalfeldmarschall Erich von Manstein en Ukraine où il est devenu célèbre sous le nom de « SS-Panzerkorps ». Le SS-Gruppenführer Paul Hausser, l'ancien commandant du 2e SS Panzerdivision Das Reich, prend alors le commandement du SS-Panzerkorps, et est chargé de la défense stratégique de la ville de Kharkov. Après avoir défendu la ville aussi longtemps que possible, Hausser a désobéi aux ordres de Hitler et ordonné à ses troupes d’abandonner la ville pour éviter l'encerclement. Dans les dernières semaines de février, le SS-Panzerkorps a été pratiquement le seul acteur de la destruction du gros des forces attaquantes soviétiques et principalement du Mobile Group Popov. La destruction du Mobile Group Popov met fin à l'offensive soviétique qui suit la bataille de Stalingrad et stabilise le front de Manstein. Après regroupement, le SS-Panzerkorps est devenu l'unité principale de la contre-offensive de Manstein et s'est distingué dans les combats pour reprendre la ville et ses environs et progresser jusqu'à Belgorod.

## Koursk - Italie
Le « SS-Panzer-Generalkommando », est rebaptisé « 2e SS-Panzerkorps » en juin 1943. En juillet 1943, le corps prend part à l'échec de l'opération Citadelle : - la 4e Panzerarmee du Generaloberst Hoth attaque vers le sud visant à réduire le saillant de Koursk. Le 3e SS-Panzergrenadierdivision Totenkopf a été engagé dans une des  plus gigantesques  batailles de chars de la Seconde Guerre mondiale autour de Prokhorovka et avance dans le saillant plus profondément que les autres unités.
Après l'annulation de l'opération, le corps a été transféré sur le front italien. Cette campagne, qui devait aboutir au renversement du dictateur italien Mussolini a causé beaucoup de confusion, et une seule division, la 1re SS-Panzerdivision Leibstandarte Adolf Hitler a fini par y être transférée. Le reste des divisions combattantes sont restées sur le Front de l'Est. La 1re SS-Panzerdivision prend part aux opérations visant à désarmer les troupes italiennes. Elle est ensuite engagée dans des opérations de lutte anti-partisans dans le nord de l'Italie. En novembre 1943, la 1re SS-Panzerdivision retourne en Russie, une partie du corps reste dans le nord de l'Italie. 
En janvier 1944, le « 2e SS-Panzerkorps » a été envoyé se reconstituer en France, avant d'être renvoyé en opération sur le Front de l'Est. Elle prend part aux efforts visant à soulager la 1re armée de Panzer du Generaloberst Hans-Valentin Hube encerclée, deux divisions de combat, la 9e SS Panzerdivision Hohenstaufen et 10e SS Panzerdivision Frundsberg, fer de lance de l'opération, sont les premiers à effectuer une jonction avec les forces de Hube.

## Normandie – Arnhem
En juin 1944, le 2e SS-Panzerkorps est transféré à l'ouest pour prendre part à la bataille de Normandie. Il est impliqué dans de violents combats contre le 21e groupe d’armées britannique du maréchal Bernard Montgomery  dans la région de Caen. Au cours de cette période, le SS-Obergruppenführer Wilhelm Bittrich, ancien commandant de la Hohenstaufen, prend le commandement du corps. Après le lancement de l'opération Totalize et la formation de la poche de Falaise, des éléments du corps réussissent à s'échapper de l'encerclement en prenant part aux opérations visant à maintenir ouverte la voie d'évacuation pour les autres divisions prises au piège. 
Les restes du corps effectuent un repli à travers le nord de la France, en se livrant à plusieurs actions féroces d'arrière-garde. Au début du mois de septembre, les éléments du corps sont retirés du front de repli pour renforcer les positions allemandes près d'Arnhem aux Pays-Bas. Le 17 septembre 1944, les alliés ont lancé l'opération Market Garden, une offensive aéroportée visant à capturer le pont d'Arnhem sur le Rhin. Le corps est engagé dans de violents combats contre la 1re division aéroportée Britannique à Arnhem et aussi contre la 82e division aéroportée américaine et le 30e Corps d'armée britannique à Nimègue. Le corps joue un rôle décisif dans la défaite de l'offensive alliée.

## Ardennes - Hongrie
Après son redéploiement en octobre et novembre, le 2e SS-Panzerkorps est mis en réserve au sein de la 6e SS Panzer Armee du SS-Oberstgruppenführer Sepp Dietrich, qui prépare l'offensive Wacht am Rhein dans les Ardennes. Le premier assaut est mené par des unités affaiblies, mais le 2e SS-Panzerkorps participe à l'opération principalement près de Saint-Vith, le 21 décembre 1944. L'assaut étant au point mort sur la partie nord du front, le corps est transféré sur la partie sud pour prendre part à l'attaque de Bastogne. Les divisions du corps ont subi de lourdes pertes dans les affrontements contre la 101e division aéroportée américaine. Après l'échec de l'offensive, le corps reprend une position défensive, comme le montre l'action contre les forces américaines dans la région de l'Eifel. 
Après une brève période de repos et de réforme en Allemagne, le corps est transféré en Hongrie afin de prendre part à une offensive pour reprendre Budapest et les champs pétrolifères hongrois. En février 1945, le corps arrive près de Stuhlweißenburg proche du lac Balaton. Avec les restes de la 6e Armée SS-Panzer de Dietrich, le corps prend part à l'opération Frühlingserwachen, lancée le 6 mars 1945. Dans des conditions difficiles et contre la résistance soviétique, le corps ne réussit qu'à avancer de seulement quelques kilomètres. Après l'échec de l'offensive, le corps est impliqué dans des batailles défensives aux côtés des 1er et 4e SS-Panzerkorps, lors du retrait vers Vienne. Après que les forces soviétiques ont capturé la ville, le 2e SS-Panzerkorps éclate et les diverses unités tentent de sortir de la ville pour se rendre aux forces américaines arrivant par l'ouest. Les restes des divisions de combat, ainsi que la majorité du personnel du corps, réussissent à se rendre aux Américains, le 8 mai 1945.

## Les commandants
- SS-Obergruppenführer Paul Hausser (1er juin 1942 - 28 juin 1944)
- SS-Obergruppenführer Wilhelm Bittrich (29 juin 1944 - 8 mai 1945)

## Ordres de bataille

### Juillet, 1943 -OpérationCitadelle
- Stab der Korps
  - SS-Nachrichten-Abteilung 102
  - SS-Werfer-Abteilung 102
  - SS-Sanitäts-Abteilung 102
  - SS-Nachschubtruppen 102
- 1.SS-Panzergrenadier-Division Leibstandarte SS Adolf Hitler
- 2.SS-Panzergrenadier-Division Das Reich
- 3.SS-Panzergrenadier-Division Totenkopf
- Éléments de la 167. Infanterie-Division

### Septembre, 1944 -OpérationMarket Garden
- Stab der Korps
  - 102e SS-Nachrichten-Abteilung
  - Schwere SS-Panzerabteilung 102
  - 102 SS-Werfer-Abteilung
  - 102 SS-Sanitäts-Abteilung
  - 102 SS-Nachschubtruppen
- 9.SS-Panzer-Division Hohenstaufen
- 10.SS-Panzer-Division Frundsberg

### Mars, 1945 -opérationFrühlingserwachen
- Stab der Korps
  - SS-Nachrichten-Abteilung 102
  - Schwere SS-Panzerabteilung 102
  - SS-Werfer-Abteilung 102
  - SS-Sanitäts-Abteilung 102
  - SS-Nachschubtruppen 102
- 9.SS-Panzer-Division Hohenstaufen
- 2.SS-Panzergrenadier-Division Das Reich
- (44.) Reichsgrenadier-Division Hoch- und Deutschmeister
- 23. Panzer-Division